# Heinkel He 116
«Гейнкель» He 116 (нім. Heinkel He 116) — німецький чотиримоторний поштовий та розвідувальний літак далекого радіусу дії, розроблений компанією Ernst Heinkel Flugzeugwerke в другій половині 1930-х років. Був розроблений на запит німецької авіакомпанії Deutsche Luft Hansa для перевезення повітряної пошти на великі відстані між Німеччиною та Японією. He 116 походив від проєкту He 70, був оснащений повністю новим напівмонокковим дюралюмінієвим фюзеляжем і чотирма нещодавно розробленими поршневими двигунами Hirth HM 508C V8. Літак розроблявся спеціально для визначеної ролі, зокрема для маршруту авіакомпанії над горами Паміру в Афганістані. 9 грудня 1936 року прототип здійснив свій перший політ.
Всього було виготовлено вісім He 116A в конфігурації поштових літаків, однак цей тип використовувався не лише в цивільних цілях. За дорученням Reichsluftfahrtministerium (RLM) було створено пару He 116B, які були спеціально адаптовані для дальньої повітряної розвідки та бомбардування (включаючи використання повністю заскленого носа, подібного до Heinkel He 111). Крім того, єдиний He 116R зі збільшеним крилом, збільшеним паливним баком у фюзеляжі та чотирма двигунами Hirth HM 508H, які забезпечували чудову економію палива на низьких обертах, був створений для успішного рекордного польоту, подолавши відстань у 10 000 км із середньою швидкістю 214 км/год, проведеного 30 червня 1938 року.

## Історія
Робота над He 116 почалася у відповідь на запит, зроблений у 1936 році німецькою авіакомпанією Deutsche Luft Hansa щодо нового поштового літака дальнього сполучення. У той час авіакомпанія планувала кілька далеких маршрутів як у Південну Атлантику, так і на Далекий Схід. Для останнього вона передбачала маршрут над горами Паміру в Афганістані. Це було основною складністю у створенні літака, здатного відповідати вимогам щодо дальності польоту, тому що літак повинен був підняти свій великий паливний вантаж на висоту щонайменше 7600 м, щоб подолати гори. У той час просто не було доступних двигунів з такою висотною продуктивністю, хоча «Хірт» працював над одним. Брати Ґюнтер запропонували адаптувати свій базовий планер He 70 Blitz для чотирьох таких двигунів, щоб забезпечити достатню потужність для величезного паливного навантаження.
При розробленні планеру He 116 за основу було взято модифіковану версію He 70 з дволонжеронним еліптичним корпусом. І конструкція, і зовнішня обшивка крила були дерев'яними. Хвостовий блок був іншим елементом, взятим з He 70. Фюзеляж був цілком оригінальним, з використанням напівмоноккової конструкції та виготовлявся з дюралюмінію. Внутрішній об'єм фюзеляжу був розділений серією водонепроникних перегородок, які б уповільнили проникнення води в разі падіння літака у воду. Була встановлена висувна ходова частина.
Будівництво йшло відносно швидко, до літа 1917 року перший прототип He 116 V1 був готовий. Однак через те, що нові двигуни на даний момент ще не були готові, прототип замість цього був оснащений набагато менш потужним Hirth HM 508C, який міг забезпечити лише до 180 кВт (240 к.с.) на кожний рушій. Всього вісім He 116A, включаючи прототип, були створені для виконання ролі повітряної пошти.
У той час як більшість He 116A експлуатувалася Deutsche Luft Hansa. Два літаки були придбані Маньчжоу-го (маріонеткова держава Японської імперії) для послуг повітряної пошти на далекі відстані, якими керував Manchuria Aviation Company; доставлені у квітні 1938 року, вони зазвичай літали за маршрутом Токіо-Сінкін.
Спроможність He 116 літати на велику дальність привернула увагу деяких чиновників в Імперському міністерстві авіації (RLM) для потенційної переробки у військовий літак. Це призвело до виробництва шести He 116B, мілітаризованого варіанту, який можна було найлегше відрізнити від цивільного He 116A за його повністю заскленим носом. Тип призначався для виконання двох функцій: як дальній повітряний розвідник і бомбардувальник. Вважається, що Люфтваффе ніколи не використовував цей тип для завдань такого типу.
Третій літак, який, як повідомляється, отримав позначення He 116R, був модифікований таким чином, щоб він міг встановити новий рекорд дальності. Найбільш візуально помітною зміною було встановлення іншого крила, яке мало значно більший розмах крил; інші зміни включали збільшення паливних баків у фюзеляжі та використання чотирьох двигунів Hirth HM 508H. 30 червня 1938 року цей унікальний літак успішно подолав без дозаправки відстань у 10 000 км із середньою швидкістю 214 км/год, встановивши при цьому новий міжнародний рекорд.

## Модифікації

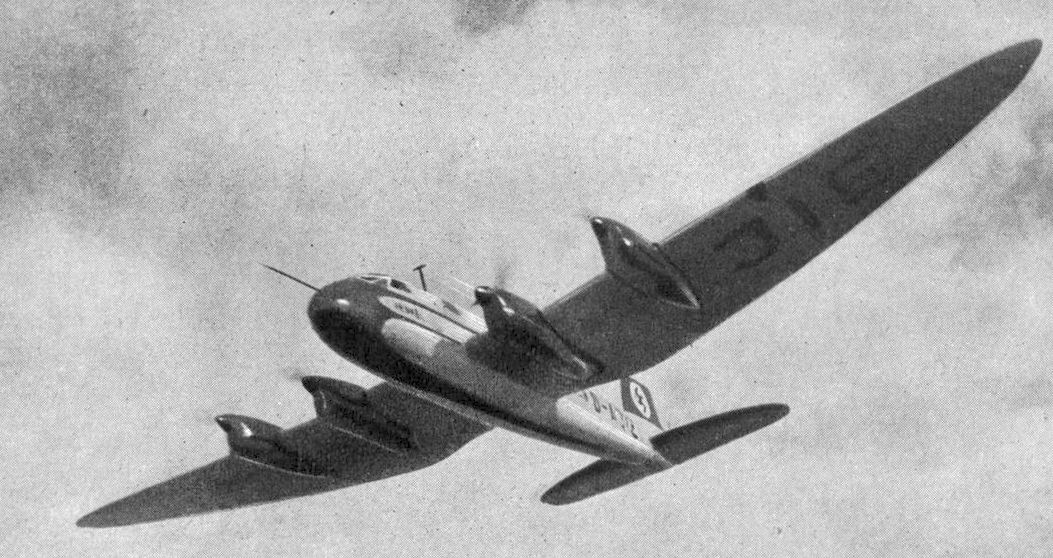
Heinkel He 116. Жовтень 1937

- He 116A — високошвидкісний поштовий/кур'єрський літак далекого радіусу дії зі звичайним ступінчастим лобовим склом: побудовано вісім літаків (від V1 до V8)
- He 116B — літаки V7 і V8 — модифіковані версії для далекої повітряної розвідки з повністю заскленим несхідчастим носом, схожим на Heinkel He 111, випробуваний протягом 1938 року із загалом сприятливими результатами
- He 116R — модифікований V3 для встановлення нового рекорду дальності польоту. Мав значно більший розмах крил; інші зміни включали збільшення паливних баків у фюзеляжі та використання чотирьох двигунів Hirth HM 508H

## Однотипні літаки за епохою, характеристиками та призначенням
| - Avro 627 Mailplane - Boulton Paul Mailplane - Boulton Paul P.71A - De Havilland Albatross - Short Empire - Curtiss-Reid Courier | - Messerschmitt M 28 - Heinkel HE 12 - Heinkel He 58 - Junkers Ju 46 - Junkers W 33 - CANT Z.509 | - Pander S-4 Postjager - Boeing Monomail - Northrop Alpha - Northrop Gamma - По-2 - Couzinet 70 | - Caudron Simoun - Caudron Typhon - Farman F.280 - Kawanishi K-1 - Kawasaki KDC-2 |